# Supercoupe d'Allemagne de football 1991
Navigation
Édition précédente Édition suivante
La Supercoupe d'Allemagne 1991 (allemand : DFB-Supercup 1991) est la cinquième édition de la Supercoupe d'Allemagne, épreuve qui oppose traditionnellement le champion d'Allemagne au vainqueur de la Coupe d'Allemagne. 
Cette édition faisant suite à la réunification allemande, elle est disputée du 30 juillet 1991 au 6 août 1991 par 4 clubs au lieu des 2 habituels : le FC Kaiserslautern, champion d'Allemagne de l'Ouest, le Werder Brême, vainqueur de la Coupe d'Allemagne de l'Ouest, le FC Hansa Rostock, vainqueur du championnat et de la Coupe d'Allemagne de l'Est et le FC Stahl Eisenhüttenstadt, finaliste de la Coupe d'Allemagne de l'Est. Les demi-finales se tiennent dans les villes de Rostock et d'Osnabrück et la finale se joue au Niedersachsenstadion de Hanovre.

## Demi-finales
| 30 juillet 1991 | Hansa Rostock | 1 – 2   | FC Kaiserslautern         | Ostseestadion, Rostock                           |                                                  |
|                 | Weichert 58e  | (0 – 2) | 25e Witeczek · 44e Dooley | Spectateurs : 12 000 Arbitrage : Manfred Amerell | Spectateurs : 12 000 Arbitrage : Manfred Amerell |

| 31 juillet 1991 | FC Stahl Eisenhüttenstadt | 0 – 1   | Werder Brême | Stade de Brême Brücke, Osnabrück                |                                                 |
|                 |                           | (0 – 0) | 89e Rufer    | Spectateurs : 4 000 Arbitrage : Bernd Heynemann | Spectateurs : 4 000 Arbitrage : Bernd Heynemann |

## Finale
| 6 août 1991 | FC Kaiserslautern           | 3 – 1   | Werder Brême | Niedersachsenstadion, Hanovre                      |                                                    |
|             | Degen 27e 65e · Winkler 90e | (1 – 0) | 88e Rufer    | Spectateurs : 8 000 Arbitrage : Wolf-Günter Wiesel | Spectateurs : 8 000 Arbitrage : Wolf-Günter Wiesel |

| Kaiserslautern | Brême |

| Gardien de but      |  | Michael Serr     |  |     |
| D                   |  | Stefan Kuntz     |  |     |
| D                   |  | Axel Roos        |  |     |
| D                   |  | Oliver Schäfer   |  |     |
| M                   |  | Frank Lelle      |  |     |
| M                   |  | Thomas Dooley    |  | 68e |
| M                   |  | Marco Haber      |  |     |
| M                   |  | Guido Hoffmann   |  |     |
| M                   |  | Bjarne Goldbæk   |  | 75e |
| A                   |  | Bernhard Winkler |  |     |
| A                   |  | Jürgen Degen     |  |     |
| Remplaçants :       |  |                  |  |     |
| D                   |  | Wolfgang Funkel  |  | 68e |
| D                   |  | Roger Lutz       |  | 75e |
| Entraîneur :        |  |                  |  |     |
| Karl-Heinz Feldkamp |  |                  |  |     |

| Gardien de but |  | Oliver Reck     |  |     |
| D              |  | Miroslav Votava |  |     |
| D              |  | Thomas Schaaf   |  |     |
| D              |  | Ulrich Borowka  |  |     |
| M              |  | Dieter Eilts    |  |     |
| M              |  | Marco Bode      |  |     |
| M              |  | Klaus Allofs    |  |     |
| M              |  | Günter Hermann  |  |     |
| M              |  | Thorsten Legat  |  |     |
| A              |  | Stefan Kohn     |  | 46e |
| A              |  | Kay Wenschlag   |  | 46e |
| Remplaçants :  |  |                 |  |     |
| M              |  | Uwe Harttgen    |  | 46e |
| A              |  | Wynton Rufer    |  | 46e |
| Entraîneur :   |  |                 |  |     |
| Otto Rehhagel  |  |                 |  |     |